# Klaus Wowereit
Klaus Wowereit (West-Berlijn, 1 oktober 1953) is een Duits politicus namens de SPD. Tussen 2001 en 2014 was hij regerend burgemeester van de Duitse hoofdstad Berlijn.

## Biografie
Nadat hij in 1973 aan de Ulrich-von-Hutten-Oberschule in Berlijn zijn diploma behaalde, begon Wowereit een studie rechten, die hij in 1981 afsloot. 
Sinds 1972 is Wowereit lid van de SPD. Op 30-jarige leeftijd werd hij namens die partij gemeenteraadslid in Berlin-Tempelhof, een functie die hij meer dan een decennium behield. In 1995 nam hij vervolgens zitting in het Abgeordnetenhaus (het parlement van de deelstaat Berlijn) en werd daar vier jaar later verkozen tot fractievoorzitter van de SPD. Na het voortijdig opstappen van burgemeester Eberhard Diepgen (CDU) in juni 2001 werd Wowereit, met steun van de andere linkse partijen (PDS en Bündnis 90/Die Grünen), verkozen tot waarnemend burgemeester van Berlijn. Bij de lokale verkiezingen in oktober 2001 werd de SPD vervolgens de grootste partij, waarna Wowereit een senaat formeerde met de PDS.
Wowereit werd in september 2006 herkozen en regeerde vervolgens tot 2011 als hoofd van een coalitie van SPD en Die Linke. Zijn vierde en laatste senaat, bestaande uit SPD en CDU, was aansluitend tussen 2011 en 2014 aan de macht.
Op 11 december 2014 trok Wowereit zich terug uit de actieve politiek. De voornaamste aanleiding hiervoor waren de vele problemen rond de aanleg van luchthaven Berlin Brandenburg, die hem door de jaren heen veel reputatieschade hadden opgeleverd. Zelf noemde Wowereit het de grootste mislukking van zijn politieke loopbaan. Hij werd als burgemeester van Berlijn opgevolgd door zijn partijgenoot Michael Müller.

### Homoseksualiteit
Wowereit vergaarde veel publiciteit door als eerste Duitse toppoliticus publiekelijk voor zijn homoseksuele voorkeur uit te komen. Hij deed dat tijdens een rede voor het SPD-partijcongres in 2001 met de oneliner: "Ich bin schwul - und das ist auch gut so" ("Ik ben homo - en dat is ook goed zo."). De woorden "und das ist auch gut so" werden daarna in het Duits een gevleugelde uitdrukking. Tussen 1993 en 2020 leefde Wowereit samen met de neurochrirurg Jörn Kubicki.
- Gemeinsame Normdatei: 128407360
- International Standard Name Identifier: 0000 0003 8538 4391
- Library of Congress Control Number: n2007085018
- Nationale Bibliotheek van Polen: a0000003007416
- SNAC: w6tt7bkz
- Système universitaire de documentation: 16543189X
- Virtual International Authority File: 175280852
- WorldCat: E39PBJrRbGMPBwqyy9T4KpRBT3